# Alexander Rotter
Alexander Rotter (* 27. Februar 1848 in Pest, Ungarn; † 16. August 1909 in Dresden) war ein deutscher Theaterschauspieler, Regisseur und Theaterdirektor.

## Leben und Wirken
Nach dem Besuch des Konservatoriums in Pest, wo er 1866 am Städtischen Deutschen Theater als Sänger debütierte, war er als Komiker (u. a. Gefängnisdirektor in Die Fledermaus) und Bassbuffo in Buda, Klagenfurt, Franzensbad, Ischl, Preßburg, Linz, Regensburg, Berlin, Nürnberg und am Stadttheater in Leipzig tätig. Danach wechselte er nach Hannover und an das Carl-Schultze-Theater in Hamburg, später an das Theater an der Wien in Wien.
Nach Gastspielen in den USA kehrte er nach Hamburg zurück, bevor er als Oberspielleiter am Residenztheater in Dresden tätig war. 1902 übernahm er in Dresden die Direktion des Central-Theaters. Er starb unverheiratet im Alter von 62 Jahren.